# Підгірне (Підгоренський район)
Підгірне (рос. Подгорное) — слобода у Підгоренському районі Воронезької області Російської Федерації.
Населення становить 3785 осіб (2010). Входить до складу муніципального утворення Підгоренское міське поселення.

## Історія
Населений пункт розташований у історичному регіоні Чорнозем'я. Від 1928 року належить до Підгоренського району, спочатку в складі Центрально-Чорноземної області, а від 1934 року — Воронезької області.
Згідно із законом від 15 жовтня 2004 року входить до складу муніципального утворення Підгоренское міське поселення.

## Населення
| 1979 | 2002  | 2010  |
| ---- | ----- | ----- |
| 5397 | ↘3880 | ↘3785 |